# Calendar lunar
Un calendar lunar este un calendar reglat după fazele Lunii. O lună, într-un asemenea calendar, reprezintă o lunație.
Un calendar lunar care ia și anotimpurile în  considerare este un calendar luni-solar.

## Tipuri de calendar
Cele mai multe calendare lunare sunt și luni-solare, așa cum sunt calendarele ebraic, samaritean, chinezesc, tibetan sau hindus. Singurul calendar pur lunar și care este utilizat pe scară largă în zilele noastre este calendarul islamic / calendarul hegiric.

### Calendarul din carapace de broască țestoasă al nativilor americani

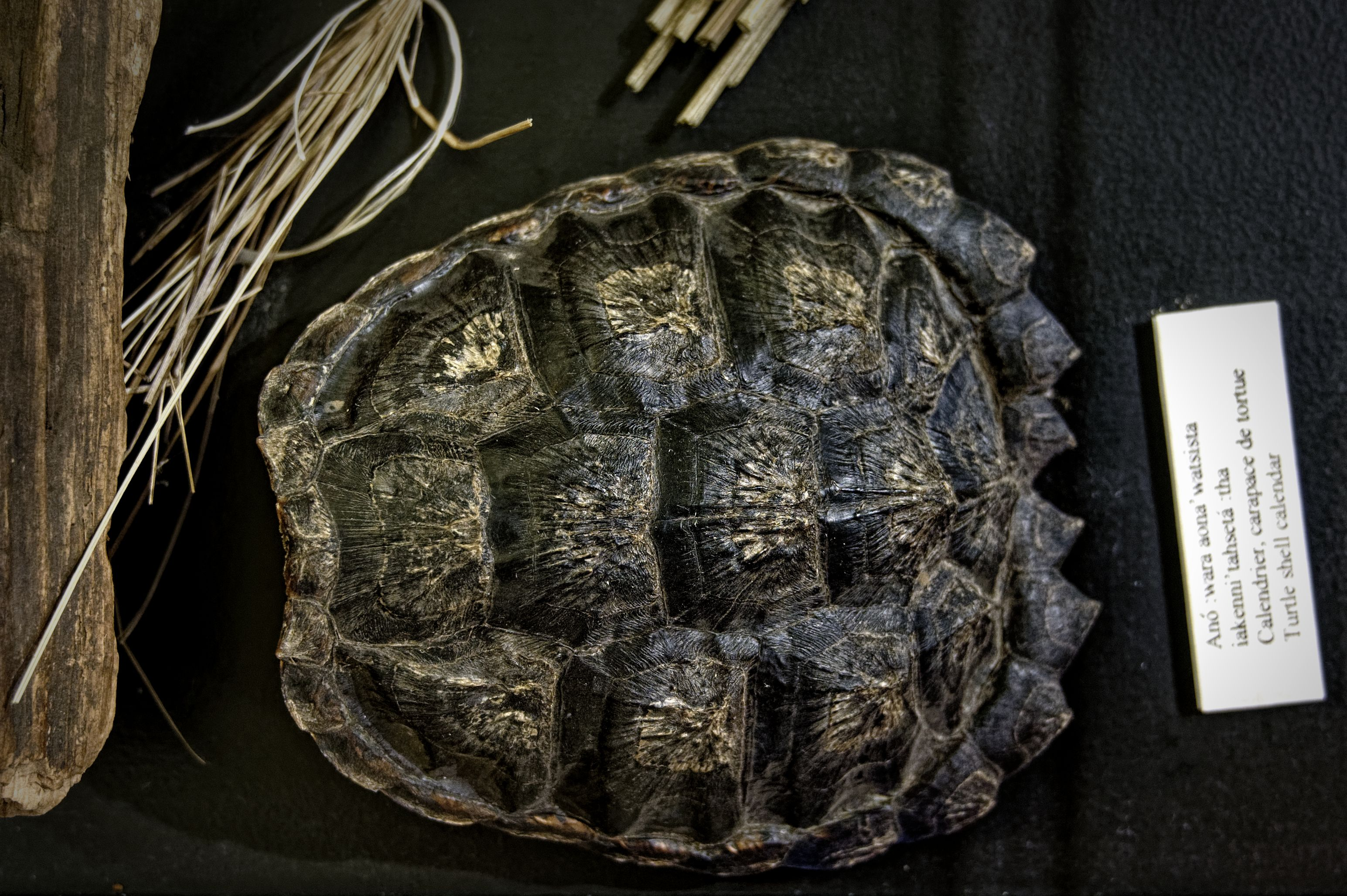
Calendar din carapace de broască țestoasă (irochez). Centrul carapacei are 13 solzi care reprezintă lunile lunare, iar înconjurul are 28 de solzi mici care reprezintă zilele lunii. Situl arheologic Droulers-Tsiionhiakwatha (2020).

Triburile native americane au folosit schema solzilor carapacei de pe spatele unei broaște țestoase pentru a stabili ciclul calendarului lunar. Centrul carapacei include treisprezece solzi mari care reprezintă cele 13 luni ale unui an solar.